# Улица Каллистрата Цинцадзе
Улица Каллистрата Цинцадзе (груз. კალისტრატე ცინცაძის ქუჩა) — улица в Тбилиси, в историческом районе Старый город, идёт от улицы Котэ Абхази и переходит в улицу Ильи и Нино Накашидзе. Одна из границ сквера Леселидзе.

## История
Современное название в честь Католикоса-Патриарха всея Грузии Каллистрата Цинцадзе (1866—1952).
Прежнее название — Грязная. В начале XX века — Окоевская. Носила имя русского генерала Константина Мамацева (1818—1900).
Ранняя история улицы мало известна, поскольку весь её район был разорён персами во время нашествия Ага Магомет хана (1795).
Вся гражданская застройка улицы (на плане царевича Вахушти 1735 года район улицы плотно застроен) была разрушена и воссоздавалась уже в середине XIX — начале XX века, после вхождения Грузии в состав Российской империи (1805) с возможным изменением трассировки улицы,

## Достопримечательности

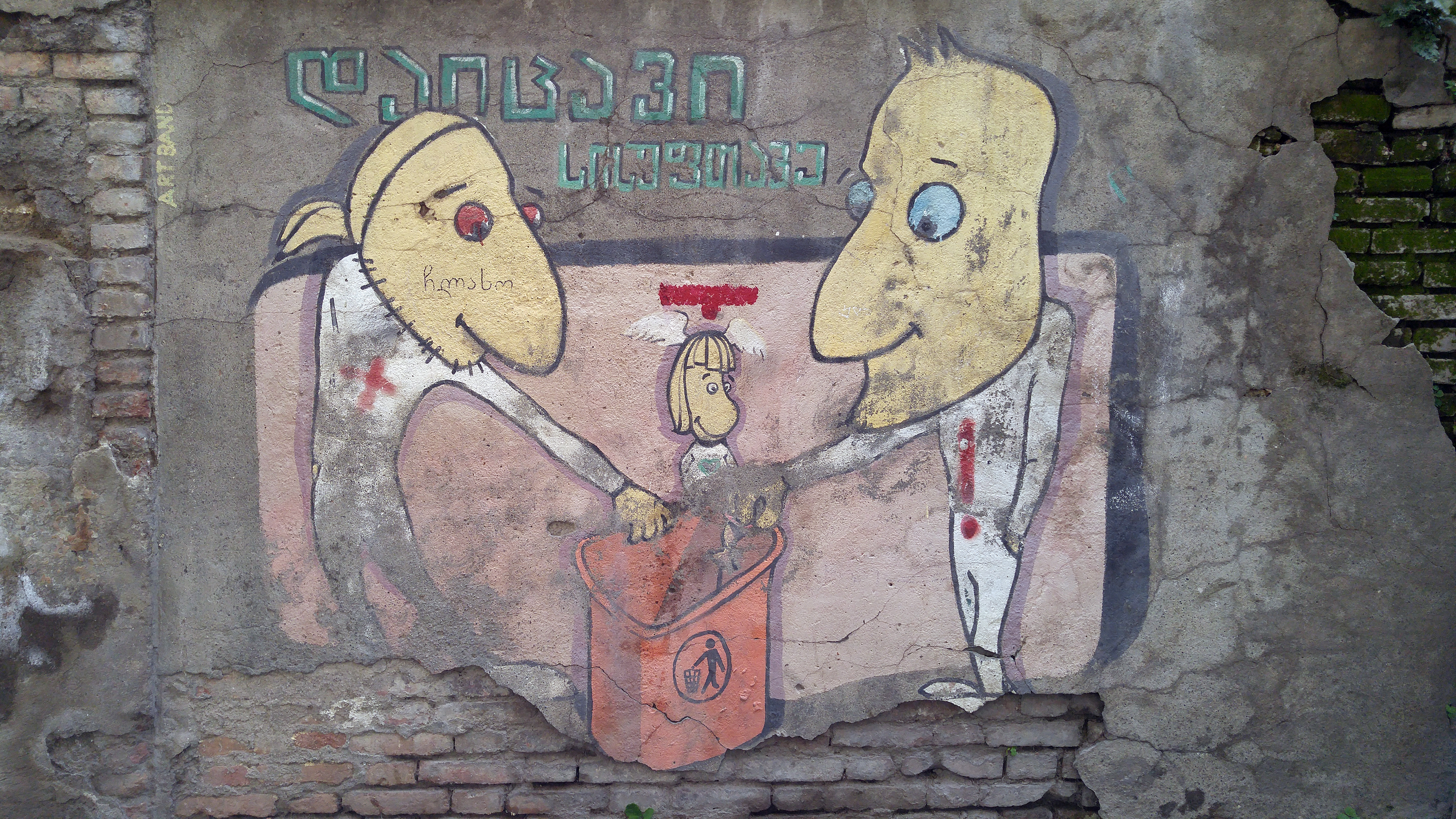
Граффити на стене у д. 10